# Kathedrale von Puno

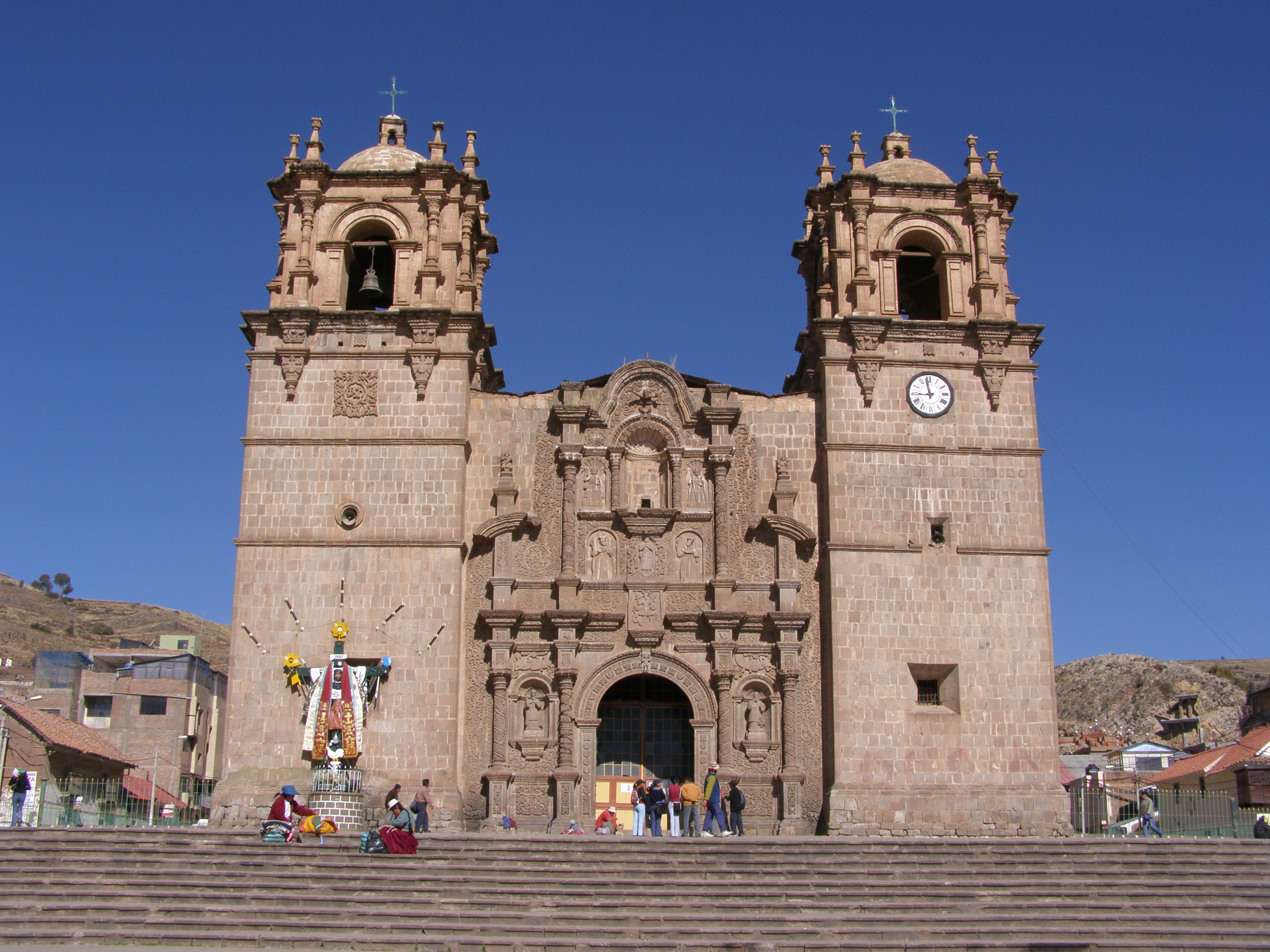
Fassade der Kathedrale

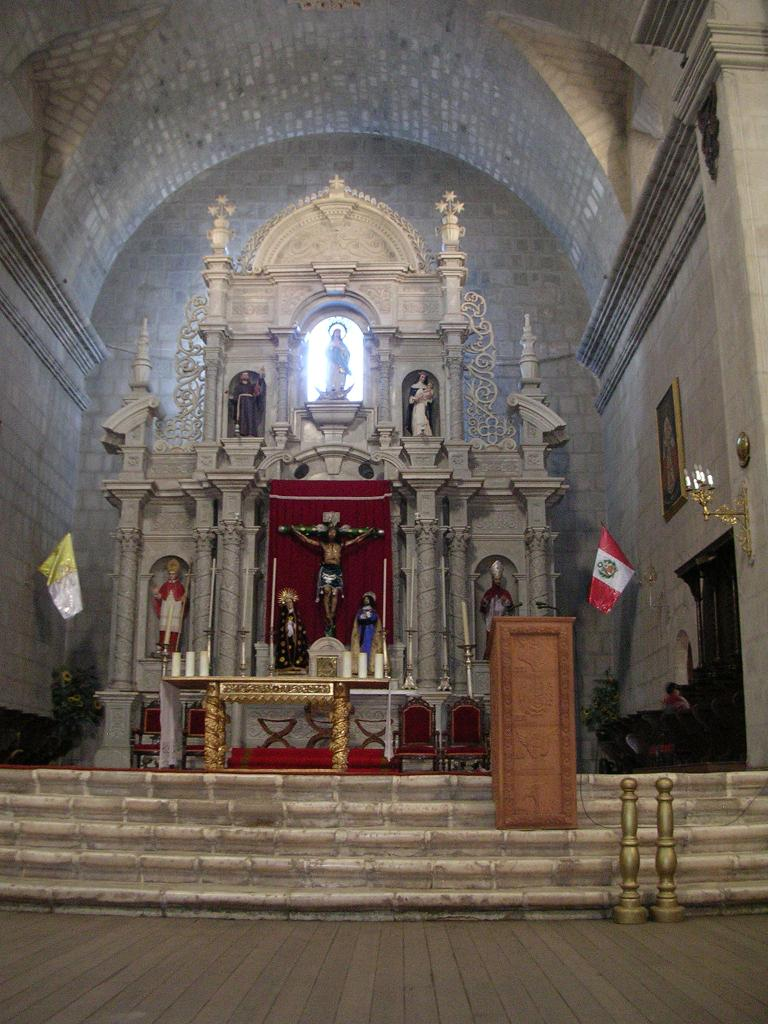
Hochaltar

Die Kathedrale von Puno oder die Kathedralbasilika St. Karl Borromäus (spanisch Catedral Basílica San Carlos Borromeo) ist eine römisch-katholische Kirche in Puno im Süden Perus. Die Kathedrale ist Sitz des Bistums Puno und nach dem heiligen Karl Borromäus benannt. Sie liegt zentral an der Plaza de las Armas.

## Geschichte
Die steinerne Kirche wurde im 17. Jahrhundert zur Zeit des Vizekönigreichs Peru als Pfarrkirche errichtet. Die Bauzeit soll etwa 80 Jahre betragen haben. Der Baubeginn wird 1709 vermutet, könnte aber auch schon 1669 direkt nach der Gründung der Bergbaustadt Puno gewesen sein. Die Fassade wurde nach einem Datum an der Mitteltür 1757 vollendet, die Fertigstellung wird nach einer Jahreszahl an der Seitentür auf 1794 datiert. 1861 wurde die Kirche zur Kathedrale des neu geschaffenen Bistums Puno erhoben. Bei einem Brand 1930 gingen wichtige Teile der hölzernen Innenausstattung wie der Hauptaltar verloren. 1965 verlieh Papst Paul VI. der Kathedrale den zusätzlichen Titel einer Basilica minor. 1972 wurde sie zum nationalen Kulturgut Perus erklärt.

## Architektur und Ausstattung
Die Kirche wurde in einem Mestizenstil aus spanischem Barock und Einflüssen der Andenkultur gestaltet. Initiator soll der Bergmann Miguel de San Román gewesen sein, ausführend war der Indio Simon de Asto. Die Fassade der Kathedrale ist im Mittelteil mit aufwendigen Steinmetzarbeiten geschmückt, sie ist mit menschlichen Figuren, einheimischen Blüten und Sirenen mit Charangos verziert, die von Einheimischen in hartem Basaltstein geschnitzt wurden. Die außen stehenden, massiven Türme sind nur in der oberen Etage dekoriert und ragen 30 Meter hoch.
Auf dem klassizistischen, kreuzförmigen Grundriss erhebt sich eine einschiffige Kirche mit einer Vierungskuppel, die Innengestaltung ist schlicht. Die Höhe beträgt 15 Meter, die Breite 10 Meter. Das Langhaus hat fünf Joche, die Querschiffe und der erhöhte Chor haben jeweils ein Joch und schließen gerade ab. In die Tonnengewölbe ragen die Fenster mit Stichkappen. Der erhobene Chor schließt gerade ab.
Den Hauptaltar aus Marmor schuf Emilio Hart Terre. In der Mitte erhebt sich das Kruzifix des „Señor del Quinario“, auch „Señor de la Bala“ genannt, und darüber das Standbild der „Virgen de los Remedios“. Das Kruzifix wird bei den Prozessionen für Regen und für eine gute Ernte mitgeführt.